# Ramon del Falga
Ramon del Falga, o del Fauga, (Miramont c. 1200 - 1270) va ser un religiós occità. Va ser bisbe de Tolosa des del 1232 fins a la seva mort. Va ser una figura important en els conflictes entre catòlics i càtars al Llenguadoc del segle xiii. També va ser una persona propera a Guihèm de Puèglaurenç, que va escriure una crònica sobre la Croada Albigesa, i que probablement va ser el seu notari.

## Biografia

### Joventut
Va néixer al castell de Miramont cap a l'any 1200. Provenia de la família noble dels Miramont, que tenia molt de prestigi al comtat de Tolosa. Després d'una infantesa de la qual no tenim rastre, va conèixer sant Domènec l'any 1217 durant el setge de Tolosa, que el va convèncer per unir-se a ell i entrar a l'Orde dels Predicadors. Fou prior de la casa dels dominics de Montpeller, i Quart Prior provincial dels Germans Predicadors de la província de Provença.
Quan l'antic bisbe de Tolosa, Folquet de Marsella, va morir el desembre de 1231, l'oficina episcopal el va elegir a ell com a nou bisbe entre febrer i març de l'any següent per vot unànime del capítol, en presència del legat pontifici Gautièr de Marvis. Malgrat trobar-se en aquells moments visitant el convent dels Germans Predicadors de Llemotges, va ser proclamat bisbe el 12 de març de 1232.

### Accions com a bisbe de Tolosa
Des del seu nomenament, i malgrat que la seva família havia lluitat contra la invasió dels croats, es va mostrar en tot moment bel·ligerant contra els càtars, fins i tot lluitant ell mateix en persona durant els enfrontaments armats.
Al llarg de la seva vida, també va exercir una gran influència sobre el comte Ramon VII, intentant així defensar els drets dels eclesiàstics. També va fer sovint d'intermediari entre el comte, els legats papals i els agents reials.
Va participar en nombrosos concilis, entre ells els de Besiers (1233), Arle (1234) i Narbona (1234). Aquestes reunions van ser utilitzades per desenvolupar nombroses regles per als inquisidors.

### Lluita contra el catarisme
Tan bon punt va ser elegit, va prendre mesures contra els càtars que vivien al comtat de Tolosa, als quals ni la croada ni el Consell de Tolosa havien convertit en gran nombre. A partir d'abril, va dirigir conjuntament una expedició amb Ramond VII a la Muntanya Negra, a La Beceda, on l'havien informat de l'existència d'herètics. Hi van detenir 19 homes i dones, entre ells el senyor del lloc, Pagan de La Beceda. Tots van ser cremats vius.
L'any 1233 Ramon va rebre del papa Gregori IX la petició d'anar a Niort amb el prebost de Tolosa, per castigar els senyors locals, que es burlaven del poder catòlic, de l'autoritat papal i de les noves reformes gregorianes a la regió.
Durant el mateix any, decideix establir la Inquisició a Tolosa de Llenguadoc, que inicialment fou confiada als dominics. Un primer inquisidor és nomenat a principis d'any. Durant l'any següent, i contra la voluntat del comte, cada cop més hostil a les mesures repressives del bisbe, impulsà l'adopció d'una legislació antiheretètica a la província.
Fart del comportament del seu bisbe, el comte va ordenar als dominics abandonar els seus territoris, i el bisbe amb ells, a finals de 1235, després de la detenció i condemna d'una vella cátara malalta. Van abandonar la ciutat enmig dels disturbis populars, els dominics cap a Carcassona i el bisbe se'n va anar a la cort del Papa a Roma, on va implorar l'ajuda de Gregori IX. Aquest últim va pressionar el comte i els dominics van negociar el retorn a Tolosa el 1236.
Malgrat tot, el bisbe i el comte sembla que van mantenir una bona relació durant molt de temps. Ramon del Falga va ser fins i tot excomunicat el 1243 perquè havia continuat relacionat amb el comte, aleshores també sota sanció d'excomunió. Van anar a defensar la seva causa davant el papa el dia de Tots Sants del mateix any. Van romandre a Roma més d'un any, i van marxar-ne només per poder ser presents al Concili de Lió el 1245.